# Джаксън (окръг, Айова)
Вижте пояснителната страница за други населени места с името Джаксън.
Окръг Джаксън (на английски: Jackson County) е окръг в щата Айова, Съединени американски щати. Площта му е 1647 квадратни километра, а населението – 19 439 души (по изчисления за юли 2019 г.). Административен център е град Макоукита.